# Juan Jorba
Juan Jorba es una localidad del Departamento General Pedernera en la provincia de San Luis, Argentina.
Juan Jorba, ubicada en la intersección de Ruta provincial 1 y Nacional 8, se encuentra organizada bajo el sistema de Intendencia municipal, sin concejo deliberante, datando su creación del año 1929, teniendo como fecha el día 13 de abril del mismo.
La actividad económica de la localidad está vinculada a la agroindustria, con plantas de tratamiento de cereales, acopio y elaboración de balanceados. Posee además estación de Servicios, comedores, y negocios polirubros.

## Población
Contó con 201 habitantes (Indec, 2010), lo que representó un incremento del 34% frente a los 150 habitantes (Indec, 2001) del censo anterior.
Según el censo 2022 la población total del municipio fue de 318 personas. En tanto, el número de viviendas registradas fue de 117.
| Gráfica de evolución demográfica de Juan Jorba entre 1960 y 2022 |
|                                                                  |
| Fuente: Censos nacionales del INDEC                              |